# 야마시나 다케히코

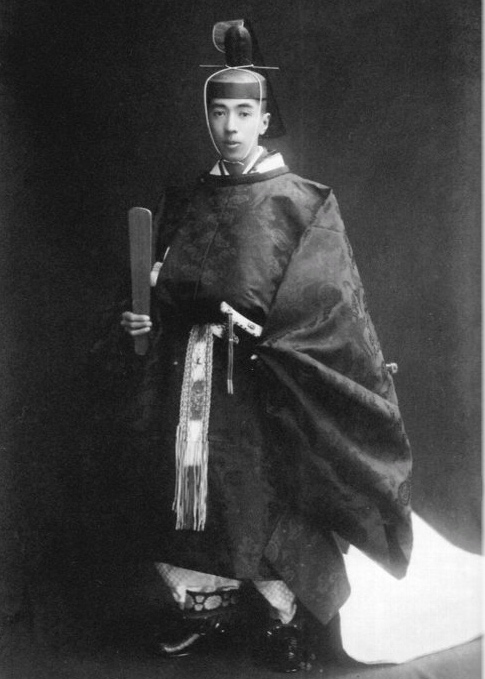
야마시나노미야 다케히코 왕

야마시나노미야 다케히코 왕(山階宮武彦王)은 일본의 구황족, 해군 군인이다. 야마시나노미야 기쿠마로 왕과 동비 노리코의 제1왕자이다. 최종 계급은 해군 소좌. 1947년 황적이탈 및 정치적 숙청(공직추방)되어 야마시나 다케히코(山階武彦)로 개명하였다.